# Ayódar (kommunhuvudort)
Ayódar är en kommunhuvudort i Spanien.   Den ligger i provinsen Província de Castelló och regionen Valencia, i den östra delen av landet, 290 km öster om huvudstaden Madrid. Ayódar ligger 443 meter över havet och antalet invånare är 227.
Terrängen runt Ayódar är kuperad, och sluttar österut. Runt Ayódar är det glesbefolkat, med 17 invånare per kvadratkilometer. Närmaste större samhälle är Onda, 9,8 km öster om Ayódar. 